# Leek (Staffordshire)
Leek es una parroquia civil y una villa del distrito de Staffordshire Moorlands, en el condado de Staffordshire (Inglaterra).

## Geografía
Según la Oficina Nacional de Estadística británica, Leek tiene una superficie de 17,42 km².

## Demografía
Según el censo de 2001, Leek tenía 19 880 habitantes (48,59% varones, 51,41% mujeres) y una densidad de población de 1141,22 hab/km². El 18,85% eran menores de 16 años, el 71,83% tenían entre 16 y 74, y el 9,32% eran mayores de 74. La media de edad era de 40,5 años. Del total de habitantes con 16 o más años, el 26,4% estaban solteros, el 54,83% casados, y el 18,77% divorciados o viudos.
El 97,96% de los habitantes eran originarios del Reino Unido. El resto de países europeos englobaban al 0,76% de la población, mientras que el 1,28% había nacido en cualquier otro lugar. Según su grupo étnico, el 99,04% eran blancos, el 0,4% mestizos, el 0,36% asiáticos, el 0,03% negros, el 0,06% chinos, y el 0,12% de cualquier otro. El cristianismo era profesado por el 79,79%, el budismo por el 0,11%, el hinduismo por el 0,08%, el judaísmo por el 0,02%, el islam por el 0,15%, el sijismo por el 0,11%, y cualquier otra religión por el 0,21%. El 11,95% no eran religiosos y el 7,61% no marcaron ninguna opción en el censo.
Había 8658 hogares con residentes, 383 vacíos, y 8 eran alojamientos vacacionales o segundas residencias.